# Ageneiosus ucayalensis
Ageneiosus ucayalensis är en fiskart som beskrevs av Castelnau, 1855. Ageneiosus ucayalensis ingår i släktet Ageneiosus och familjen Auchenipteridae. Inga underarter finns listade i Catalogue of Life.

## Bildgalleri

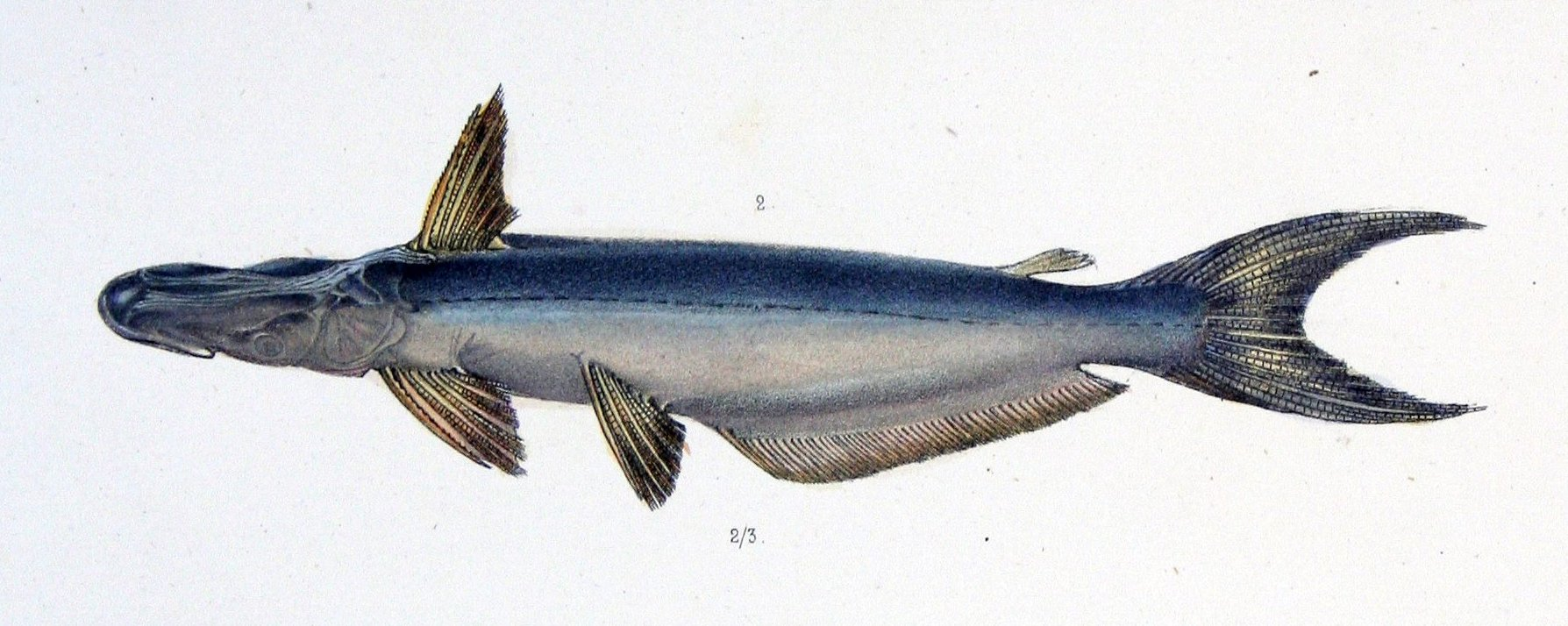
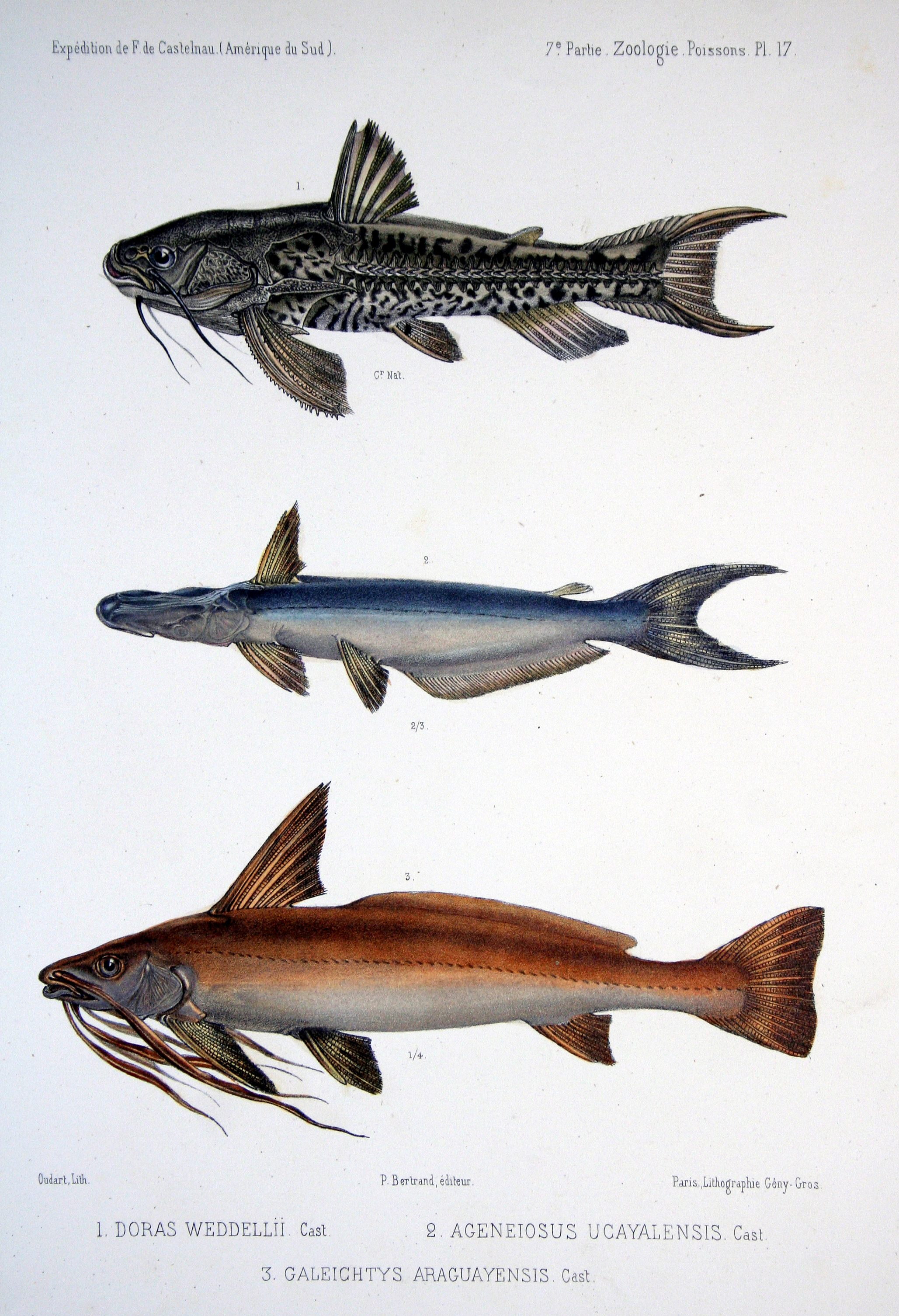